# Pseudoxanthozonella similis
Pseudoxanthozonella similis là một loài ruồi trong họ Tachinidae.